# Jacki Gemelos
Jacqueline Ann Gemelos, detta Jacki (in greco Ζακλίν Ανν "Τζάκι" Γέμελος?; Stockton, 22 novembre 1988), è un'ex cestista e allenatrice di pallacanestro statunitense naturalizzata greca.

## Carriera
Di ruolo guardia, playmaker e ala, dopo aver militato nella squadra della University of Southern California e in Grecia, nel 2014 approda in Italia con la Pallacanestro Femminile Umbertide in serie A1.
Dopo un anno in Spagna nel quale vince il campionato con il Club Baloncesto Avenida, nel 2016 ritorna in Italia nel Dike Napoli.
Con gli Stati Uniti ha disputato le Universiadi di Shenzhen 2011.

## Palmarès
- Liga Femenina de Baloncesto: 1
CB Avenida: 2015-16
- Campionato italiano: 1
Schio: 2018-19
- Supercoppa italiana: 1
Schio: 2018